# Kolegium jezuitów w Kaliszu
Kolegium jezuitów w Kaliszu, także kolegium Karnkowskiego (łac. Collegium Karnkovianum) – jezuicka szkoła wyższa działająca w Kaliszu w latach 1583–1773. 
Kolegium należało do prowincji polskiej jezuitów, a od 1756 do prowincji wielkopolskiej.

## Historia
Ufundowane w 1583 przez prymasa i arcybiskupa gnieźnieńskiego Stanisława Karnkowskiego, zatwierdzone przywilejem przez króla Stefana Batorego w 1585. 
Budynek kolegium ocalał od pożaru miasta w 1609, który spalił m.in. 
kolegiatę Marii Panny, kościół św. Mikołaja i seminarium duchowne. Część uczniów wyjechała w jego wyniku z miasta. W 1652 zaraza, która dotknęła miasto, spowodowała śmierć wielu uczniów i nauczycieli, a kolegium przez pewien czas zaprzestało działalności. W czasie potopu szwedzkiego miasto okupowali Szwedzi. Kolegium rozpuszczono, a w jego budynkach i majątku stacjonowało wojsko. 
Przez okres jego istnienia urzędowało w nim 58 rektorów.
W kolegium filozofię studiował m.in. Kazimierz Łyszczyński, autor traktatu O nieistnieniu Boga (łac. De non existentia Dei), oskarżony o bezbożność (ateizm) i z wyroku sądu sejmowego stracony przez ścięcie i spalenie w 1689 w Warszawie. 
W 1773, wraz z kasatą zakonu jezuitów, majątek kolegium przeszedł na własność Komisji Edukacji Narodowej.